# Sydafrikas Grand Prix 1993
Sydafrikas Grand Prix 1993 var det första av 16 lopp ingående i formel 1-VM 1993. Loppet är det senaste F1-loppet som körts i Sydafrika. 

## Resultat
1. Alain Prost, Williams-Renault, 10 poäng
2. Ayrton Senna, McLaren-Ford, 6
3. Mark Blundell, Ligier-Renault, 4
4. Christian Fittipaldi, Minardi-Ford, 3
5. JJ Lehto, Sauber, 2
6. Gerhard Berger, Ferrari, 1
7. Derek Warwick, Footwork-Mugen Honda (varv 69, snurrade av)

### Förare som bröt loppet
- Martin Brundle, Ligier-Renault (varv 57, snurrade av)
- Michele Alboreto, BMS Scuderia Italia (Lola-Ferrari) (55, överhettning)
- Erik Comas, Larrousse-Lamborghini (51, motor)
- Riccardo Patrese, Benetton-Ford (46, snurrade av)
- Michael Schumacher, Benetton-Ford (39, snurrade av)
- Johnny Herbert, Lotus-Ford 38, bränslesystem)
- Karl Wendlinger, Sauber (33, motor)
- Rubens Barrichello, Jordan-Hart (31, växellåda)
- Jean Alesi, Ferrari (30, upphängning)
- Philippe Alliot, Larrousse-Lamborghini (27, snurrade av)
- Fabrizio Barbazza, Minardi-Ford (21, kollision)
- Aguri Suzuki, Footwork-Mugen Honda (21, kollision)
- Luca Badoer, BMS Scuderia Italia (Lola-Ferrari) (20, växellåda)
- Damon Hill, Williams-Renault (16, kollision)
- Alessandro Zanardi, Lotus-Ford (16, kollision)
- Michael Andretti, McLaren-Ford (4, kollision)
- Ivan Capelli, Jordan-Hart (2, snurrade av)
- Ukyo Katayama, Tyrrell-Yamaha (1, transmission)
- Andrea de Cesaris, Tyrrell-Yamaha (0, transmission)